# سيبيرغ
سيبيرغ (بالإنجليزية: Seberg)‏ هو فيلم إثارة سياسي من إخراج بيندكت اندروز وبطولة كريستين ستيوارت، جاك أوكونيل، مارغريت كوالي، زازي بيتز، أنتوني ماكي وفينس فون، صدر الفيلم في 13 ديسمبر 2019.